# 露の入江
露の入り江(Sinus Roris)は、嵐の大洋の北端に伸びる部分である。この湾の月面座標は、北緯54.0°、西経56.6°であり、直径は202㎞である。
境界はいくらか曖昧であり、西にはマルコスとオエノピデス、北にはバベッジとサウスがあり、東端は氷の海と繋がっている。
多くの月理学者が露の入り江の大きさを勝手に変更し、月面地図はしばしばこの湾を公式な定義よりも大きく描いている。西はジラルドやレプソルト、東はハルパロス、南は南緯44°のリュムケル山まで達しているものもある。
この湾のアルベドは、恐らく月面への衝突の噴出物のため、南の海よりも高い。
アーサー・C・クラークの小説『渇きの海』は、露の入り江内の架空の"渇きの海"を舞台にしている。